# Texoma Shore
Texoma Shore és l'onzè àlbum d'estudi del cantant de country estatunidenc Blake Shelton. L'àlbum va ser llançat el 3 de novembre de 2017 per Warner Bros. Records, tot produït per Scott Hendricks i amb la cançó "I'll Name the Dogs" com a senzill principal.

## Contingut
L'àlbum rep el seu nom del llac Texoma, al límit entre els estats de Texas i Oklahoma. A més del senzill "I'll Name the Dogs", cinc cançons més del disc ("At the House", "I Lived It", "Turnin' Me On", "Money" i "Why Me") han assolit estar a la llista Country Airplay alhora. Aquest fet converteix a Shelton en el primer cantant amb sis cançons al top 60 de la llista al mateix temps, superat tan sols per Kenny Chesney i Lady Antebellum amb set cançons a la llista simultàniament l'any 2004 i 2011, respectivament.

## Llista de cançons
| No. | Títol                     | Compositor(s)                                    | Durada |
| --- | ------------------------- | ------------------------------------------------ | ------ |
| 1.  | "I'll Name the Dogs"      | Josh Thompson • Ben Hayslip • Matt Dragstrem     | 3:04   |
| 2.  | "At the House"            | Craig Wiseman • Jamie Moore                      | 3:09   |
| 3.  | "Beside You Babe"         | Abe Stoklasa • Mark Tussell                      | 2:57   |
| 4.  | "Why Me"                  | Ashley Gorley • Ross Copperman • Dallas Davidson | 3:27   |
| 5.  | "Money"                   | Wiseman • Ryan Ogren • Nick Bailey               | 3:30   |
| 6.  | "Turnin' Me On"           | Jessi Alexander • Josh Osborne • Blake Shelton   | 4:49   |
| 7.  | "The Wave"                | Copperman • Osborne                              | 3:50   |
| 8.  | "Got the T-Shirt"         | Alexander • Matt Jenkins • Chase McGill          | 3:12   |
| 9.  | "Hangover Due"            | Wiseman • Dragstrem                              | 4:03   |
| 10. | "When the Wine Wears Off" | Rhett Akins • Gorley • Copperman                 | 2:55   |
| 11. | "I Lived It"              | Akins • Gorley • Hayslip • Copperman             | 3:39   |